# Буршье, Анна, 7-я баронесса Буршье
Анна Буршье (англ. Anne Bourchier; 1517 — 28 января 1571, Бенингтон-парк, Хартфордшир, Королевство Англия) — английская аристократка, 7-я баронесса Буршье в своём праве с 1540 года. Дочь Генри Буршье, 2-го графа Эссекса, первая жена Уильяма Парра, маркиза Нортгемптона. В 1541 году оказалась в центре скандала, сбежав от мужа со священником Джоном Лингфилдом; позже её брак с Парром был расторгнут, она родила от любовника нескольких внебрачных детей.

## Биография
Анна Буршье принадлежала к знатному роду, представители которого владели обширными землями в Восточной Англии, носили титулы графа Эссекса, барона Буршье и виконта Буршье. По женской линии они происходили от Томаса Вудстока, младшего сына короля Эдуарда III. Анна родилась в 1517 году как единственный ребёнок в семье Генри Буршье, 2-го графа Эссекса, и Мэри Сэй. Её бабкой по отцу была Анна Вудвилл, сестра королевы Елизаветы, так что Анна-младшая приходилась троюродной сестрой королю Генриху VIII.
В 1527 году Анну выдали за Уильяма Парра (с 1539 года — барона Парра из Кендала). По-видимому, супруги предпочитали жить в своих поместьях: первое задокументированное появление Анны при королевском дворе относится к 1539 году, когда ей было уже 22 года. В 1540 году умер её отец, и Анна унаследовала все семейные владения и титул баронессы Буршье в своём праве (suo jure). Титулы графа и виконта вернулись к короне, так как не могли переходить по женской линии.
Супружеская жизнь, по-видимому, с самого начала складывалась не самым лучшим образом. В 1541 году разразился скандал: Анна сбежала от мужа с любовником, Джоном Лингфилдом (упоминается в источниках как Джон Хант или Джон Хантли), настоятелем церкви Святого Джеймса в Танбридже, графство Суррей. Позже она родила ребёнка по имени Джон. Узнав об этом, Уильям Парр обратился в парламент с просьбой о разводе, чтобы бастард не смог претендовать на его имущество. В апреле 1543 года был принят парламентский акт, в котором и Джон, и все будущие дети Анны объявлялись незаконнорождёнными, но при этом брак расторгнут не был. Следующие несколько лет Анна провела в поместье Литтл Уэйкеринг в Эссексе — в изгнании и фактически в нищете. Её муж в 1543 году получил титул графа Эссекса.
31 марта 1552 года парламент объявил, наконец, брак Уильяма и Анны недействительным. К тому моменту Парр уже был женат на Элизабет Брук. Тем не менее в 1553 году, когда Парра приговорили к смерти за измену, Анна добилась для него помилования, обратившись с прошением к королеве Марии I. 24 марта 1554 года парламентский акт о разводе был аннулирован. Анна снова оказалась при дворе, добилась от мужа ренты в 100 фунтов (декабрь 1554 года) и 450 фунтов (декабрь 1556 года). В 1558 году престол заняла Елизавета I, благоволившая Парру; последний получил титул маркиза и орден Подвязки, а Анна уехала в поместье Бенингтон-парк в Хартфордшире. Там она и умерла 28 января 1571 года, в возрасте неполных 54 лет.
Известно, что после Джона Анна родила от Лингфилда ещё нескольких детей, и все они считались внебрачными. До взрослых лет дожила только дочь Мэри, ставшая женой Томаса Йорка. У неё были дети, жившие в безвестности. Таким образом, со смертью Анны основная ветвь рода Буршье угасла. Титул барона Буршье перешёл к двоюродному внучатому племяннику умершей Уолтеру Деверё, который впоследствии получил и титул графа Эссекса.